# Danh sách nhóm từ R
Nhóm từ R (viết tắt của Nhóm từ nguy hiểm, tiếng Anh: Risk Phrases) được định nghĩa trong Phụ lục III Hướng dẫn 67/548/EEC của Liên minh châu Âu: Những hợp chất và chất điều chế nguy hiểm nghi ngờ gây hại nghiêm trọng đến tự nhiên. Danh sách được thống nhất và xuất bản trong Hướng dẫn 2001/59/EC, có thể tìm thấy bản dịch sang những ngôn ngữ của các nước châu Âu khác.
Những nhóm từ nguy hiểm này được sử dụng quốc tế chứ không chỉ ở châu Âu và có những nỗ lực hiện tại hướng về việc hoàn thành tính hài hòa quốc tế. (Chú ý: thiếu sự kết hợp giữa chữ R và chữ số chỉ ra rằng nhóm từ đã được xóa hay thay thế bởi một nhóm từ khác).
R1: Nổ khi khô
R2: Gây nổ nguy hiểm bởi va chạm, ma sát, bắt lửa hay tiếp xúc với nguồn nhiệt.
R3: Gây nổ vô cùng nguy hiểm bởi va chạm, ma sát, bắt lửa hay tiếp xúc với nguồn nhiệt.
R4: Tạo hợp chất với kim loại rất dễ gây nổ.
R5: Đốt nóng có thể gây nổ.
R6: Nổ khi có hoặc không có tiếp xúc với không khí.
R7: Có thể gây cháy.
R8: Tiếp xúc với vật liệu dễ bắt lửa có thể gây cháy.
R9: Nổ khi tạo hỗn hợp với vật liệu dễ bắt lửa.
R10: Dễ cháy.
R11: Rất dễ cháy.
R12: Vô cùng dễ cháy.
R13: Khí hóa lỏng vô cùng dễ cháy.
R14: Phản ứng mãnh liệt với nước.
R15: Tiếp xúc với nước sinh ra khí vô cùng dễ cháy.
R16: Nổ khi tạo hỗn hợp với hợp chất oxy hóa.
R17: Tự bốc cháy trong không khí.
R18: Có thê tạo hỗn hợp hơi dễ cháy nổ trong không khí khi sử dụng.
R19: Có thể tạo thành peroxide gây nổ.
R20: Nguy hiểm khi hít vào.
R21: Nguy hiểm khi tiếp xúc với da.
R22: Nguy hiểm khi nuốt.
R23: Độc khi hít vào.
R24: Độc khi tiếp xúc với da.
R25: Độc khi nuốt.
R26: Rất độc khi hít vào.
R27: Rất độc khi tiếp xúc với da.
R28: Rất độc khi nuốt.
R29: Tiếp xúc với nước sinh ra khí độc.
R30: Có thể tạo thành chất rất dễ cháy khi sử dụng.
R31: Tiếp xúc với axit sinh ra khí độc.
R32: Tiếp xúc với axit sinh ra khí rất độc.
R33: Nguy hiểm khi bị dồn nén.
R34: Gây phỏng.
R35: Gây bỏng nghiêm trọng.
R36: Gây kích thích mắt.
R37: Gây kích thích hệ thống hô hấp.
R38: Gây kích thích da.
R39: Nguy hiểm nghiêm trọng không thể khắc phục được.
R40: Nghi ngờ gây ung thư.
R41: Gây hại nghiêm trọng với mắt.
R42: Có thể gây dị ứng khi hít vào.
R43: Có thể gây dị ứng khi tiếp xúc với da.
R44: Gây nổ nguy hiểm nếu bị đốt kín.
R45: Có thể gây ung thư.
R46: Gây hại đến gen di truyền.
R47: Có thể gây khuyết tật ở thai nhi.
R48: Gây nguy hiểm tàn phá nghiêm trọng đến sức khỏe nếu tiếp xúc bên ngoài kéo dài.
R49: Gây ung thư nếu hít vào.
R50: Rất độc với thủy sinh vật.
R51: Độc với thủy sinh vật.
R52: Gây hại với thủy sinh vật.
R53: Có thể gây tác hại lâu dài với môi trường nước (thủy quyển).
R54: Độc với hệ thực vật.
R55: Độc với hệ động vật.
R56: Độc với địa sinh vật.
R57: Độc với côn trùng.
R58: Có thể gây tác hại lâu dài với môi trường.
R59: Nguy hiểm cho tầng ozon.
R60: Có thể làm suy yếu khả năng sinh sản.
R61: Có thể làm nguy hại đến bào thai.
R62: Có thể gây nguy hại đến khả năng sinh sản.
R63: Có thể gây nguy hại đến bào thai.
R64: Có thể gây nguy hại đến trẻ đang bú.
R65: Nguy hiểm, có thể tàn phá phổi nếu nuốt vào.
R66: Tiếp xúc bên ngoài nhiều lần có thể gây khô hoặc nứt da.
R67: Hơi có thể gây mê hoặc choáng váng, chóng mặt.
R68: Có thể gây nguy hại không thể khắc phục được.